# Euro Disney S.C.A.
Euro Disney S.C.A. is de beheerder van het Disneyland Paris. Het bedrijf is ontstaan in 1989 als manier voor Disney om de Franse wetten te omzeilen. Het bedrijf was beursgenoteerd in Parijs, Brussel en Londen.

## Aandeelhouders
Het bedrijf was tot juni 2017 voor 39,8% in het bezit van The Walt Disney Company (via Euro Disneyland Holding Company (EDL), dat voor 99,9% in het bezit is van TWDC), voor 10,0% in het bezit van Prins Alwaleed van Saoedi-Arabië (via Kingdom 5-KR-135 Limited, een fonds dat het vermogen van de Saudische koninklijke familie beheert) en voor 50,2% door minderheidsaandeelhouders.
Op 13 juni 2017 werd het bedrijf van de beurs gehaald nadat The Walt Disney Company 95% van alle aandelen had gekocht aan €2 per aandeel.  Sindsdien is Disneyland Paris samen met de twee Amerikaanse Disney-resorts Disneyland Resort en Walt Disney World Resort het derde resort dat 100% van Disney is.
Het bedrijf was geen financieel succes. In het boekjaar tot 30 september 2016 leed het een verlies van 858 miljoen euro op een omzet van 1,3 miljard euro. In de twee voorgaande boekjaren lag de omzet op een vergelijkbaar niveau, en leed het bedrijf ook verliezen van rond de 100 miljoen euro per jaar. 